# Lebreles

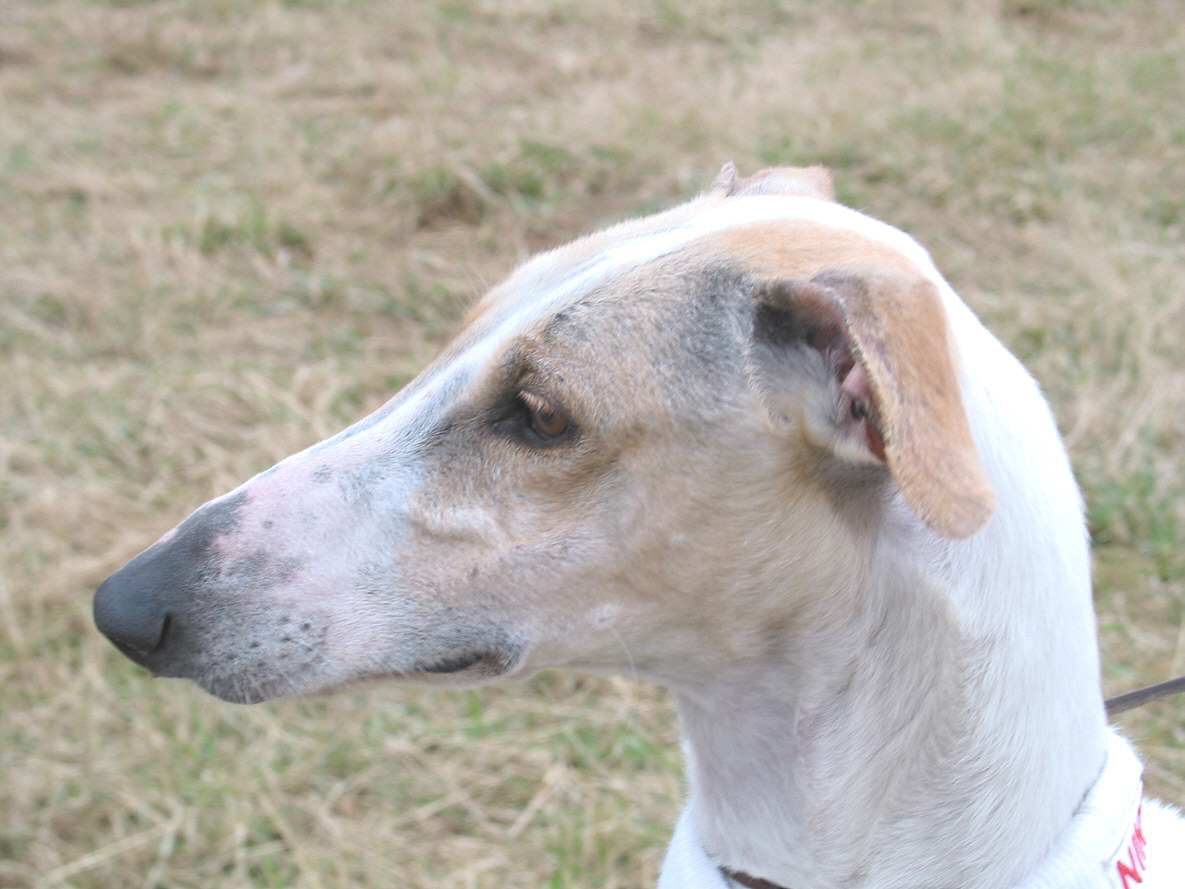
Cabeza de un lebrel.

Los lebreles son un conjunto de razas de perros cuya constitución física les hace estar muy bien dotados para la carrera (carrera de galgos), en la que pueden alcanzar una gran velocidad. En su mayoría son más altos que largos, tienen la cabeza larga y estrecha, las orejas en rosa o semierectas y poseen un gran sentido de la vista, al contrario que la mayoría de las razas de perros. Se suelen utilizar para la caza mayor en jaurías y para la caza del conejo y la liebre. En la última década se han ido introduciendo como animales de compañía, sobre todo en Europa.
En España son también conocidos como galgos, ya que ese es el nombre que recibe el lebrel nacional y por extensión todas aquellas razas que poseen características similares.

## Características
Estos perros se especializan en perseguir la presa, manteniendo la vista y rebasándola por su gran rapidez y agilidad.
El típico perro galgo debe ser dolicocéfalo. Su forma puede crear la ilusión de que su cabeza es más larga que la normal. La dolicocefalia es realmente una característica de los lobos y otros animales carnívoros silvestres, y está relacionada con la necesidad de una visión estereoscópica en la caza. Por razones desconocidas, la mayoría de los animales domesticados, incluyendo los perros (que no sean los galgos), se han vuelto braquicéfalos y han perdido parcialmente este aspecto del campo de visión.[cita requerida]

## Razas
La Federación Cinológica Internacional reúne a las distintas razas de lebreles en el Grupo X, grupo que está dividido en:
- Sección 1: Lebreles de pelo largo u ondulado
- Sección 2: Lebreles de pelo duro
- Sección 3: Lebreles de pelo corto

### Sección 1: Lebreles de pelo largo u ondulado
|  |  |  |

### Sección 2: Lebreles de pelo duro
|  |  |

### Sección 3: Lebreles de pelo corto
|  |  |  |  |
|  |  |  |  |

## Razas no reconocidas por la Federación Cinológica Internacional (FCI)
- Galgo barbucho patagónico
- Kanni
- Bakhmull
- Kombai
- Taigan
- Galgo sardo
- Vikhan
- Chippiparai
- Lebrel de Rampur
- Kaikadi
- Longdog
- Staghound americano

## Otras lecturas
- Almirall, Leon V. Canines and Coyotes. Caldwell, Id.: The Caxton Printers, Ltd., 1941.
- Anderson, John Kinlock. Hunting in the Ancient World. University of California Press 1985
- Belkin, Dan. "The Functional Saluki: Lessons from the Coursing Field" Archivado el 26 de diciembre de 2012 en Wayback Machine..  Field Advisory News, November/December 1993.
- Brown, Curtis. Dog Locomotion and Gait Analysis. Wheat Ridge, Colo.: Hoflin Publishing, 1986.
- Burnham, Pat Gail. "Rhodesian Ridgebacks, and the Question of What is a Sighthound?". Field Advisory News, March/April 1992.
- Como, Denise. Sighthounds Afield: The Complete Guide to Sighthound Breeds & Amateur Performance Events (With a Comprehensive Chapter on Adopted Ex-Racing Greyhounds). Bloomington, Ind.: AuthorHouse, 2004. ISBN 1418438227.
- Copold, Steve. The Complete Book of Coursing: Hounds, Hares & Other Creatures, rev. & expanded 2nd ed. Wheat Ridge, Colo.: Hoflin Publishing, 1996.
- Copold, Steve. Hounds, Hares & Other Creatures: The Complete Book of Coursing (1st ed.). Arvada, Colo.: D. R. Hoflin, 1977 (1996).
- Cunliffe, Juliette. Popular Sight Hounds. London: Popular Dogs Publishing Co. Ltd., 1992. ISBN 0091750253.
- Dansey, William. Arrian On Coursing: the Cynegeticus. London: J. Bohn, 1831
- Grant-Rennick, Richard (ed.). Coursing: The Pursuit of Game with Gazehounds. Saul, Gloucestershire: The Standfast Sporting Library, 1977. ISBN 0950214892.
- Hawkins, Richard. "What Is A Sighthound". Dogs In Canada, April 2006.
- Hawkins, Richard. "Sighthound Identity". The Performance Sighthound Journal, July-September 2007
- Hull, Denison B. Hounds and Hunting in Ancient Greece. Chicago: University of Chicago Press 1964
- Miller, Constance O. Gazehounds: The Search For Truth.  Wheat Ridge, Colo.: Hoflin Publishing, 1988.
- Phillips, A.A., and M.M. Willcock, (eds.). Xenophon & Arrian On Hunting with Hounds. Oxford: Aris & Phillips, 1999. ISBN 0856687065.
- Recum, Andreas F. von, Hunting With Hounds in North America. Gretna: Pelican Publishing Co. 2002. ISBN 1-58980-043-5
- Russell, Joanna. All about Gazehounds. London: Pelham, 1976. ISBN 0720709261.
- Salmon, M. H. ("Dutch"). Gazehounds & Coursing. St. Cloud, Minn.: North Star Press, 1977. ISBN 0878390243.
- Salmon, M. H. ("Dutch"). Gazehounds & Coursing: The History, Art, and Sport of Hunting with Sighthounds, Rev. and expanded 2nd ed. Silver City, N.M.: High-Lonesome Books, 1999. ISBN 0944383491.